# Liga Sfântă (1538)
Liga Sfântă din 1538 a fost o alianță stabilită între mai multe state creștine din Europa contra Imperiului Otoman condus de Suleiman Magnificul, la îndemnul papei Paul al III-lea, în cursul Războiului otomano-venețian din 1537 – 1540. Însă Liga a durat puțin, iar rezultatele sale au fost limitate.

## Contextul istoric

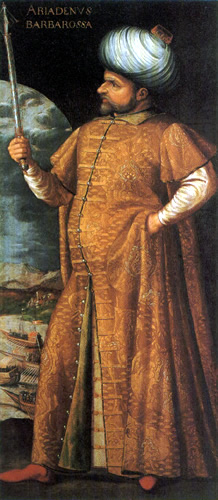
Khayr ad-Din Barbarosa.

Contextul internațional general al vremii a adus Imperiul Otoman în conflict, sprijinit de corsarul Khayr ad-Din Barbarossa, aflat, începând din 1529, în fruntea Algeriei Otomane, cu un oarecare număr de state creștine, în fruntea cărora se afla Carol Quintul.
Turcii au suferit un eșec local în 1535 când, după ce a cucerit Tunisul în 1534, Barbarossa a fost alungat de acolo de flota amiralului lui Carol Quintul, Andrea Doria. În ciuda acestui eșec, Barbarossa a fost numit Capudan-pașa („Mare amiral”) al flotei otomane, în 1536.
În 1537, Soliman a declarat război Republicii Venețiene, care avea posesiuni și dependențe în multe insule din Mediterana orientală.

## ÎnceputulRăzboiului otomano-venețian
În mai 1537, flota otomană, comandată de Khayr ad-Din Barbarossa, a părăsit Constantinopolul spre Albania, unde Soliman trebuia să o alăture armatei cu scopul de a traversa Adriatica spre Brindisi. Însă condițiile prevăzute ne fiind îndeplinite, Soliman și-a întors armata spre insula Corfu, pe care nu a reușit să o cucerească (septembrie 1537).
Flota a trecut în Marea Egee și, după ce a atacat Kythira și Eghina, s-a întors spre ducatul de Naxos, în Ciclade. Ducele Giovanni al IV-lea Crispo a acceptat să plătească tribut: el a plătit 5.000 sau 6.000 de ducați și s-a obligat să plătească un tribut anual de 5.000 de ducați, adică jumătate din venitul anual al ducatului.
La 1 decembrie 1537, Giovanni al IV-lea i-a scris o scrisoare papei Paul al III-lea. În scrisoare, el îi povestește atacul pe care tocmai l-a suferit, îl avertizează că inacțiunea și dezbinările vor fi fatale pentru întreaga creștinătate și, în cele din urmă, sugerează o nouă cruciadă care să-i împingă mai întâi pe otomani înapoi din Egeea, înainte de a merge să elibereze mormântul lui Hristos în Ierusalim. Se pare că această scrisoare este unul dintre elementele care au dus la crearea Ligii Sfinte între Statele Papale, Imperiul Habsburgic și Veneția.

## Liga Sfântă

### Formarea alianței
În februarie 1538, Papa a reușit să convingă Republica Venețiană, Ordinul Sfântului Ioan de la Ierusalim, dar și pe Carol Quintul, rege al Spaniei, dar și rege al Neapolului, al Siciliei și împărat al Germaniei, să i se alăture într-o Ligă Sfântă contra otomanilor.

### Campaniile din 1538 și 1539
În septembrie 1538, Liga a strâns trei sute de nave, între care 162 de galere, la Corfu, sub comandamentul genovezului Andrea Doria pe atunci în serviciul lui Carol Quintul. Însă, foarte curând, au apărut disensiuni între aliați.
Flota Ligii a întâlnit flota lui Barbarossa, la 28 septembrie 1538, în largul localității grecești Preveza, unde a fost bătută. Cu toate acestea, forțele terestre aliate au pus stăpânire, la scurt timp după aceea, pe un loc al Coastei Dalmate, Castelnuovo (în prezent Herceg Novi, Muntenegru). 
Disensiunile din cadrul alianței s-au agravat, Veneția cerând să ia controlul asupra Castelnuovo, ceea ce Carol Quitul a refuzat. Atunci Veneția a părăsit Liga cu navele sale, fapt care a slăbit considerabil Liga pe plan naval.
Garnizoana spaniolă de Castelnuovo, asediată de Barbarossa, a fost aproape abandonată, soarta sa fiind pecetluită; Andrea Doria a renunțat să-l ajute, având în vedere inferioritatea flotei sale; Castelnuovo a fost preluat în august 1539 de turci.
Venețienii au semnat un tratat de pace cu Imperiul Otoman, în 1540.